# Григориј (сликар)
Григориј (XIV век) био је српски сликар из Македоније.

## Дело
Григориј је потписао иконостас цркве Светог Спаса у селу Кучевиште (око 1330 — 1340). Григориј је представник класичног сликарства ренесансе Палеолога.